# Браћа Дафер
Мет и Рос Дафер (енгл. Matt and Ross Duffer; Дарам, 15. фебруар 1984) амерички су филмски и телевизијски сценаристи, редитељи и продуценти. Аутори су и извршни продуценти серије Чудније ствари.
Идентична су браћа близанци и имају блиску везу од детињства. На свим својим пројектима раде у пару.

## Филмографија

### Филм
| Година | Српски назив | Изворни назив | Потписани као | Потписани као | Потписани као | Потписани као | Напомене                                                        |
| Година | Српски назив | Изворни назив | редитељи      | сценаристи    | продуценти    | друго         | Напомене                                                        |
| ------ | ------------ | ------------- | ------------- | ------------- | ------------- | ------------- | --------------------------------------------------------------- |
| 2005.  |              |               | Да            | Да            | Не            | Не            | кратки филм                                                     |
| 2006.  |              |               | Не            | Не            | Не            | Да            | кратки филм монтажери                                           |
| 2007.  |              |               | Да            | Да            | Да            | Не            | кратки филм                                                     |
| 2008.  |              |               | Не            | Не            | Да            | Да            | кратки филм глумци: полицајац (Мет Дафер); насилник (Рос Дафер) |
| 2008.  |              |               | Не            | Не            | Да            | Не            | кратки филм                                                     |
| 2009.  |              |               | Не            | Да            | Да            | Да            | кратки филм редитељи и монтажери друге јединице                 |
| 2009.  |              |               | Не            | Да            | Не            | Не            | кратки филм                                                     |
| 2012.  |              |               | Не            | Да            | Не            | Не            | кратки филм                                                     |
| 2014.  |              |               | Не            | Не            | Не            | Да            | посебна похвала                                                 |
| 2015.  | Сакривени    |               | Да            | Да            | Не            | Не            | дебитантски дугометражни филм завршен 2012, приказиван од 2015. |

### Телевизија
| Година     | Српски назив   | Изворни назив | Потписани као | Потписани као | Потписани као | Потписани као | Напомене                                                                      |
| Година     | Српски назив   | Изворни назив | редитељи      | сценаристи    | продуценти    | друго         | Напомене                                                                      |
| ---------- | -------------- | ------------- | ------------- | ------------- | ------------- | ------------- | ----------------------------------------------------------------------------- |
| 2015—2016. | Вејвард Пајнс  |               | Не            | Да            | Коизвршни     | Не            | коизвршни придуценти (1. сезона) сценаристи (4 епизоде)                       |
| 2016—данас | Чудније ствари |               | Да            | Да            | Извршни       | Аутори        | извшни продуценти (1—4. сезона) редитељи (19 епизода) сценаристи (16 епизода) |